# Campionati del mondo di atletica leggera indoor 2022 - Salto triplo maschile
La gara del salto triplo maschile dei campionati del mondo di atletica leggera indoor 2022 si è svolta il 18 marzo.

## Podio
| Pos.    | Atleta          | Nazionalità | Misura  |
| ------- | --------------- | ----------- | ------- |
| Oro     | Lázaro Martínez | Cuba        | 17,64 m |
| Argento | Pedro Pichardo  | Portogallo  | 17,46 m |
| Bronzo  | Donald Scott    | Stati Uniti | 17,21 m |

## Situazione pre-gara

### Record
Prima di questa competizione, il record del mondo indoor e il record dei campionati erano i seguenti.
| Record                | Prestazione | Atleta                            | Data e luogo                     | Competizione                     |
| --------------------- | ----------- | --------------------------------- | -------------------------------- | -------------------------------- |
| Record mondiale       | 18,07 m     | Hugues Fabrice Zango Burkina Faso | 16 gennaio 2021 Aubière, Francia | Meeting Elite AURA               |
| Record dei campionati | 17,90 m     | Teddy Tamgho Francia              | 14 marzo 2010 Doha, Qatar        | Campionati del mondo indoor 2010 |

### Campioni in carica
I campioni in carica a livello mondiale erano:
| Campione        | Atleta                    | Prestazione | Data e luogo                         | Competizione                     |
| --------------- | ------------------------- | ----------- | ------------------------------------ | -------------------------------- |
| Olimpico        | Pedro Pichardo Portogallo | 17,98 m     | 5 agosto 2021 Tokyo, Giappone        | Giochi della XXXII Olimpiade     |
| Mondiale indoor | Will Claye Stati Uniti    | 17,43 m     | 2 marzo 2018 Birmingham, Regno Unito | Campionati del mondo indoor 2018 |

### La stagione
Prima di questa gara, gli atleti con le migliori tre prestazioni dell'anno erano:
| Pos. | Atleta                       | Prestazione | Data e luogo                       |
| ---- | ---------------------------- | ----------- | ---------------------------------- |
| 1    | Jordan Díaz Cuba             | 17,27 m     | 20 febbraio 2022 Salamanca, Spagna |
| 2    | Lázaro Martínez Cuba         | 17,21 m     | 17 febbraio 2022 Liévin, Francia   |
| 3    | Jean-Marc Pontvianne Francia | 17,08 m     | 6 marzo 2022 Parigi, Parigi        |

## Risultati

### Finale
La finale diretta si è tenuta il 18 marzo alle ore 12:15.
| Pos | Atleta                 | Nazionalità | 1ª prova | 2ª prova | 3ª prova | 4ª prova | 5ª prova | 6ª prova | Risultato | Note                                     |
| --- | ---------------------- | ----------- | -------- | -------- | -------- | -------- | -------- | -------- | --------- | ---------------------------------------- |
|     | Lázaro Martínez        | Cuba        | 17,64 m  | 17,04 m  | 17,32 m  | 17,62 m  | -        | 15,76 m  | 17,64 m   | Miglior prestazione mondiale stagionale  |
|     | Pedro Pichardo         | Portogallo  | 17,42 m  | 17,46 m  | x        | 14,94 m  | -        | -        | 17,46 m   | Record nazionale                         |
|     | Donald Scott           | Stati Uniti | 16,66 m  | 16,80 m  | 17,21 m  | 17,18 m  | 17,06 m  | x        | 17,21 m   | Miglior prestazione personale stagionale |
| 4   | Will Claye             | Stati Uniti | 17,05 m  | 16,87 m  | 17,10 m  | 17,15 m  | 17,19 m  | 16,99 m  | 17,19 m   | Miglior prestazione personale stagionale |
| 5   | Jahnhai Perinchief     | Bermuda     | x        | 16,36 m  | 16,95 m  | x        | 16,59 m  | 16,78 m  | 16,95 m   | Miglior prestazione personale stagionale |
| 6   | Melvin Raffin          | Francia     | 16,48 m  | 15,76 m  | x        | 14,82 m  | x        | 16,68 m  | 16,68 m   |                                          |
| 7   | Jean-Marc Pontvianne   | Francia     | x        | 16,62 m  | x        | x        | -        | -        | 16,62 m   |                                          |
| 8   | Nazim Babayev          | Azerbaigian | 16,29 m  | 16,55 m  | x        | x        | x        | x        | 16,55 m   |                                          |
| 9   | Tiago Pereira          | Portogallo  | x        | 16,05 m  | 16,46 m  |          |          |          | 16,46 m   |                                          |
| 10  | Yasser Mohammed Triki  | Algeria     | 15,24 m  | 16,42 m  | 13,57 m  |          |          |          | 16,42 m   |                                          |
| 11  | Alexsandro Melo        | Brasile     | 16,07 m  | x        | x        |          |          |          | 16,07 m   |                                          |
| 12  | Nikolaos Andrikopoulos | Grecia      | 16,05 m  | x        | 15,74 m  |          |          |          | 16,05 m   |                                          |
| -   | Levon Aghasyan         | Armenia     |          |          |          |          |          |          | dns       |                                          |